# Renaud de Bourgogne
Ne doit pas être confondu avec Renaud Ier de Bourgogne.
Renaud de Bourgogne (v. 1260-1321) est comte de Montbéliard et comte de Belfort de 1282 à 1321, et seigneur héritier entre autres de Montaigu, Lons en partie, Dramelay, Sellières, Pymorin, Montfleur, Binans, Marigna, Le Pin... (ne pas confondre avec Renaud Ier de Bourgogne, Renaud II de Bourgogne, et Renaud III de Bourgogne).

## Biographie
Renaud de Bourgogne est le 4e des 11 enfants de la comtesse Adélaïde de Bourgogne (v1218-1279) et du comte Hugues de Chalon (1220-1266), et frère du comte Othon IV de Bourgogne de 1279 à 1303.
En 1282 il épouse Guillemette de Neufchâtel (1260-1317) (héritière des comté de Montbéliard et Comté de Belfort... par son arrière grand père Thierry III de Montbéliard 1205-1283). Ils ont 5 enfants, et résident entre autres dans leurs Château de Montbéliard, Château d'Héricourt, et Château d'Étobon...
Il est nommé lieutenant-général du comté de Bourgogne lorsque le duc Eudes IV de Bourgogne devient également comte de Bourgogne et d'Artois, par mariage en 1318 avec la comtesse héritière Jeanne III de Bourgogne.
Il meurt en 1321, et est inhumé dans la chapelle dite des tombeaux de l'Abbaye Saint-Pierre de Baume-les-Messieurs, où son tombeau et son gisant sont toujours visibles. Un moulage moderne du gisant est également exposé au musée d'histoire et d'archéologie de la Citadelle de Belfort.

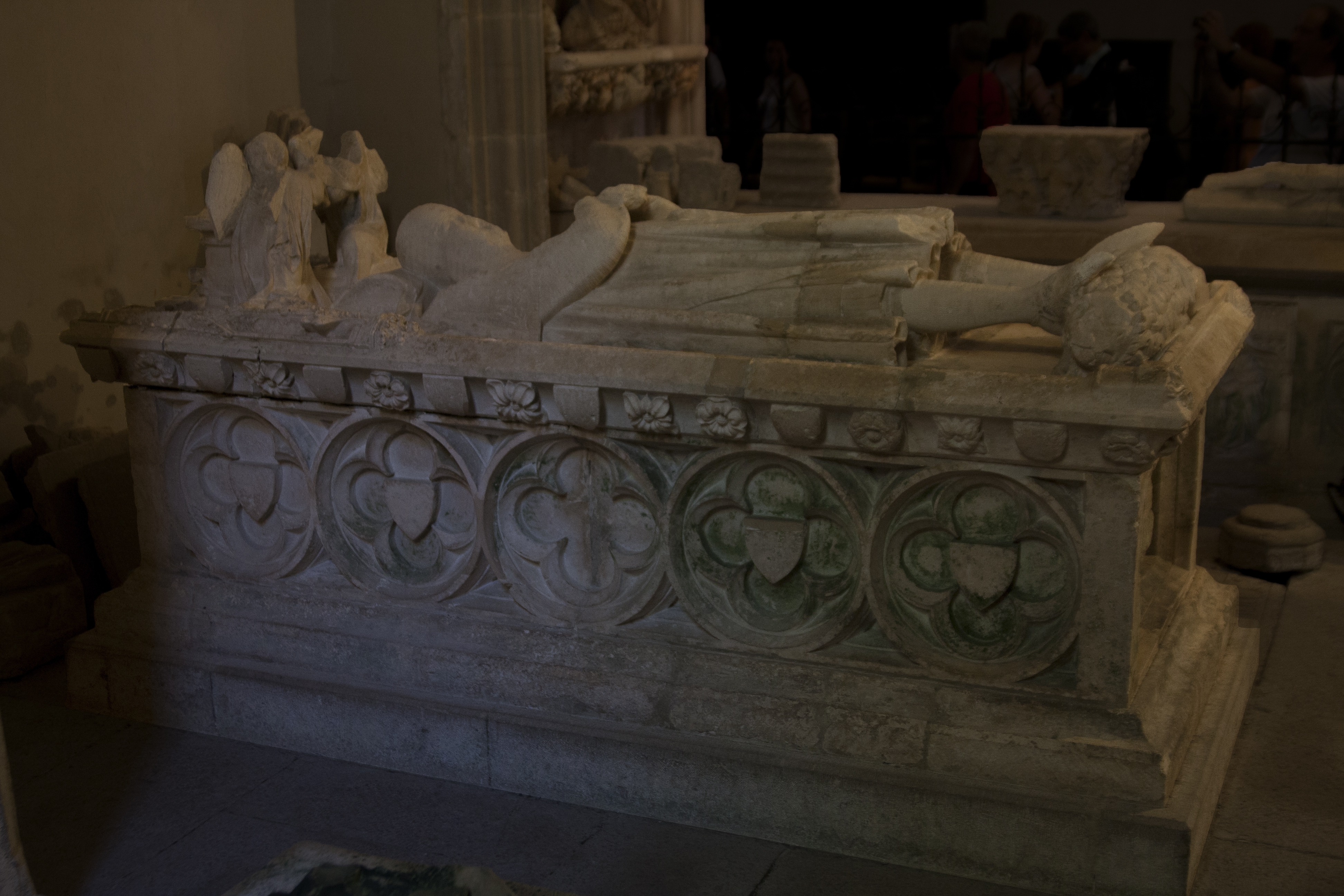
Gisant et tombeau de l'Abbaye Saint-Pierre de Baume-les-Messieurs.
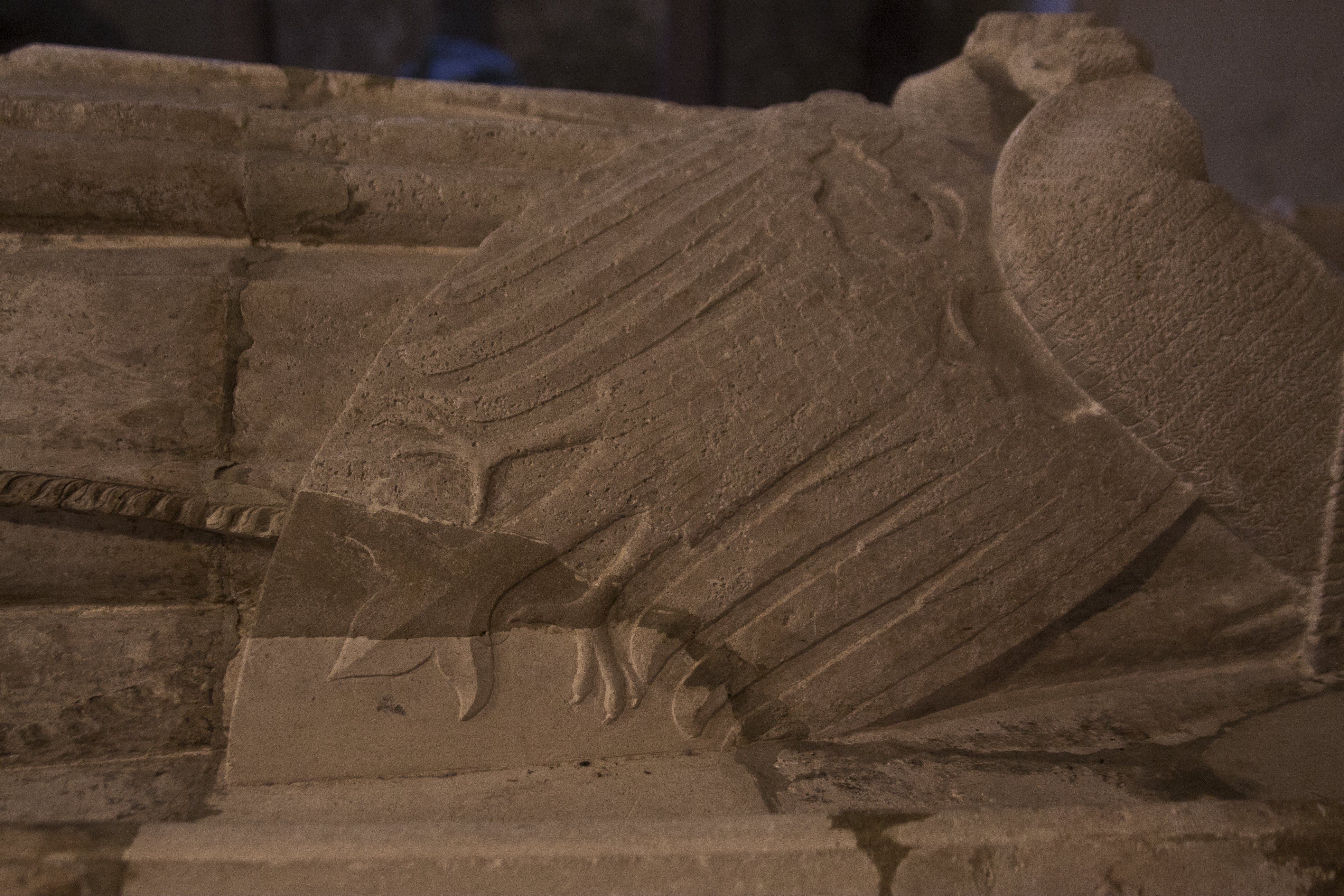
Ses armoiries.
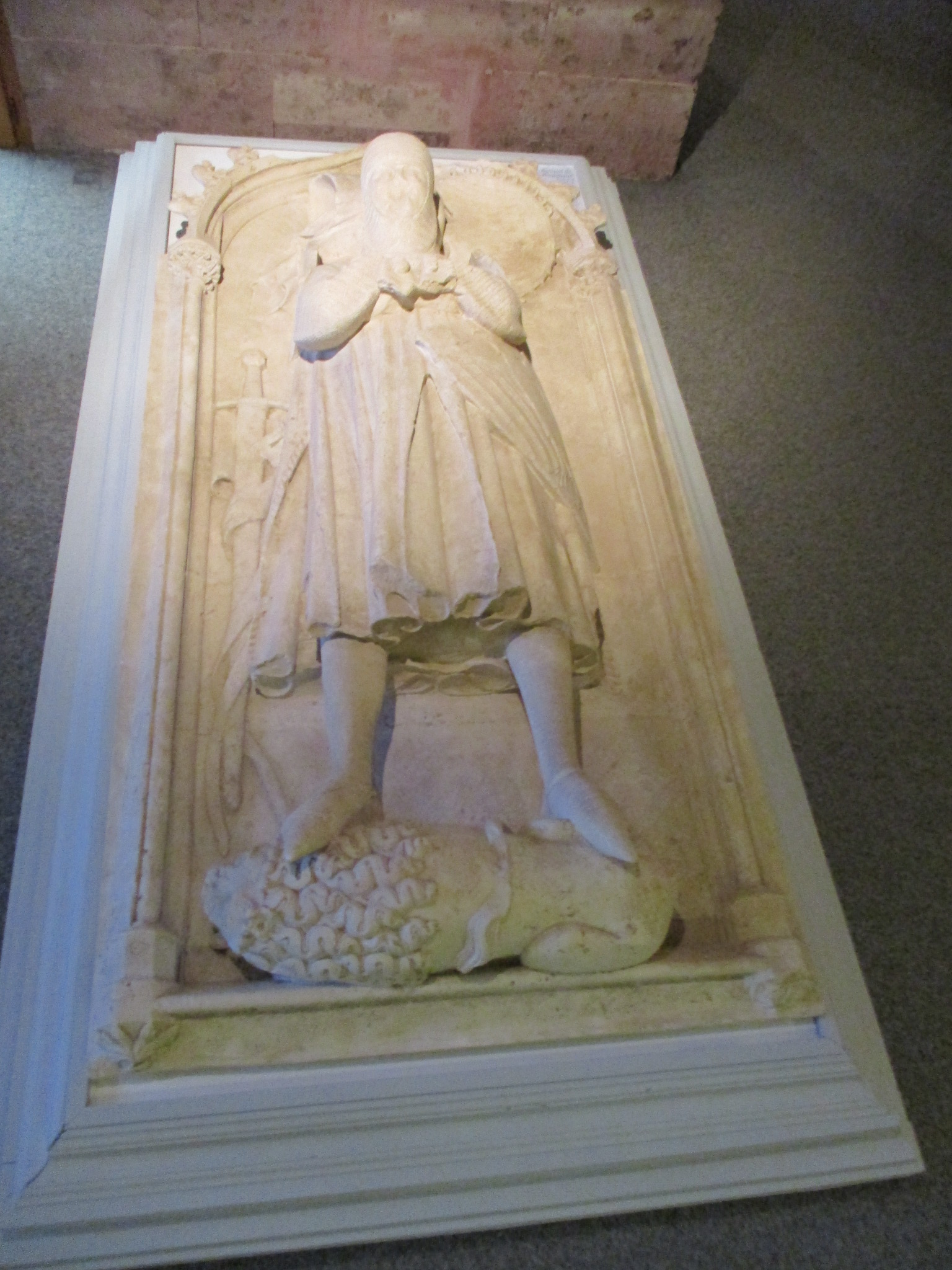
Moulage des musée(s) de Belfort.
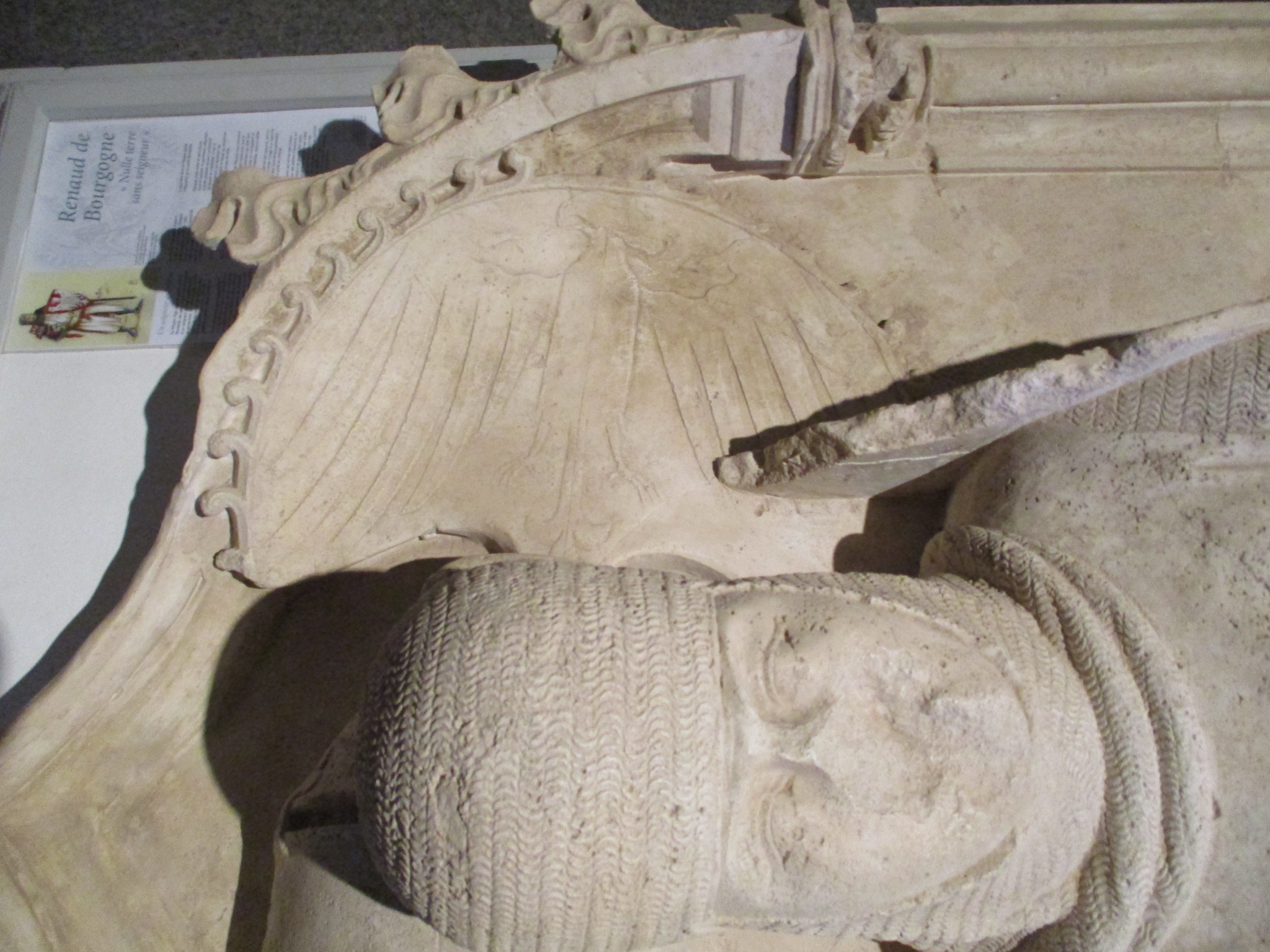
Ses Armoiries.

## Affranchissement de Montbéliard et de Belfort
À la suite de la Succession de Bourgogne (1032-1034) du début de la féodalité, le comté de Montbéliard est fondé en 1042 par l'empereur du Saint-Empire romain germanique Conrad II le Salique, qui le donne en fief à son vassal Louis de Montbéliard, premier comte de Montbéliard, d'Altkirch, et de Ferrette.
Renaud de Bourgogne, comte de Montbéliard et de Belfort, aspire historiquement comme sa famille des comtes de Bourgogne, à l'indépendance vis-à-vis des Habsbourgs du Saint-Empire romain germanique. Pour financer ses guerres d'indépendance ruineuses contre l'Empereur Rodolphe Ier de Habsbourg et les princes-évêques de la Principauté épiscopale de Bâle, il vend contre la somme très élevée de l'époque de 1 000 livres estèvenantes (monnaie de Besançon) des chartes d'affranchissement collectives, franchises, immunités, privilèges, exemption de toute corvée et tout servage aux bourgeois (habitants du bourg) de Montbéliard en mai 1283, puis de Belfort en 1307 (à défaut de ses serfs des campagnes des deux comtés). Cette charte des franchises, dont la cérémonie se déroule au bourg Saint-Martin, fixe le nouveau statut des Montbéliardais. Elle proclame la fin des servitudes, instaure une notion inédite de liberté individuelle assez avancée pour l'époque (inspirée des villes libres d'Empire, dont l'Archidiocèse de Besançon en 1043, République de Mulhouse de 1347, et Principauté de Montbéliard de 1495...). Dans la charte de 1283, Renaud fonde également une administration urbaine qui perdurera jusqu'à la Révolution française. Ce partage du pouvoir entre le seigneur (souvent absent) et la bourgeoisie constitue un élan vers une conception nouvelle de vie publique. Montbéliard devient ainsi une ville médiévale « moderne ». L'administration de la cité est confiée au Conseil des IX, composé de neuf francs-bourgeois (chacun d'eux est chef d'un des neuf « guets » ou quartiers formant la ville). Ils ont à leur tête deux maîtres-bourgeois et un maire. Ce dernier est le représentant auprès du comte. Tous sont élus annuellement par tirage au sort. L'ensemble forme le « Magistrat », ou Conseil de ville, organe d'administration et de juridiction de celle-ci ; la plupart sont des commerçants, des artisans. Ils se réunissent pour exercer la justice en un tribunal municipal, c’est-à-dire, qu'ils exercent la Basse Justice et jugent les causes ordinaires. Toutefois, le comte souverain reste souverain. Ayant toujours besoin d'argent pour mener sa guerre contre l'Empereur Rodolphe Ier du Saint-Empire, il affranchira encore la ville de Belfort en 1307, moyennant 1 000 livres estèvenantes,, somme qu'il avait exigée 24 ans plus tôt des bourgeois de Montbéliard.

## Descendance
En 1282 il épouse Guillemette de Neufchâtel (1260-1317, héritière des comtés de Montbéliard et de Belfort par son arrière-grand-père Thierry III de Montbéliard 1205-1283), dont il un garçon et quatre filles :
- Othenin de Montbéliard (Othenin le fol, décédé en 1339) comte de Montbéliard sous tutelle de son oncle par son handicap mental ;
- Agnès de Montbéliard (décédée en 1367) épouse Henri de Montfaucon : héritiers du comté de Montbéliard au décès du précédent ;
- Jeanne de Montbéliard (décédée en 1349) épouse Ulrich III, comte de Ferrette ; puis Rodolphe-Hesso de Zähringen, margrave de Bade-Bade ; puis en 3e noces, le comte Guillaume II de Katzenelnbogen (postérité des deux premiers mariages) ;
- Marguerite, épouse Guillaume II d'Antigny, seigneur du Château de Sainte-Croix ;
- Alix, dame de Montaigu (Jura), Lons en partie, et Montfleur, épouse son cousin le comte Jean II de Châlon-Auxerre (décédée 1363), d'où la suite des comtes d'Auxerre et de Tonnerre, et des sires de Montaigu (Jura)[2].

## Héritage par testament du comté
Le testament de Renaud de Bourgogne : le 1er septembre 1314, Renaud rédige un testament qui prévoit la succession de ses biens au profit de son épouse, mais elle décède quelques années plus tard. En 1321, peu avant sa mort, il modifie son testament ; ses biens iront cette fois au profit de ses enfants. Par ailleurs, Othenin, handicapé mental, sera mis sous tutelle en cas d'incapacité de celui-ci à lui succéder. Ce sera Hugues de Bourgogne, le plus jeune frère de Renaud, qui en sera le tuteur et devint pendant 5 ans le régent du comté. Car si cinq ans après le décès de Renaud, Othenin est toujours incapable de gérer les affaires du comté (ce qui fut le cas), alors, le patrimoine sera définitivement partagé entre les enfants, mais le comté de Montbéliard subviendra aux besoins de son fils jusqu'à la fin de ses jours. Othenin meurt 17 ans après son père. Au décès d'Hugues de Bourgogne (vers 1330), Agnès, troisième fille de Renaud et mariée à Henri de Montfaucon hérite du comté de Montbéliard. Jeanne, l'aînée de l'hoirie, reçoit Belfort. Ce fut le début du démembrement du comté de Montbéliard, car Belfort tomba d'abord dans l'escarcelle des comtes de Ferrette, puis, vers 1360, dans le domaine alsacien et autrichien des Habsbourgs (comtes d'Alsace et du Sundgau du Château de Butenheim, Territoires héréditaires des Habsbourg...).

## Sources
- D. Seigneur, Le Roman d'une Principauté, Besançon, Éditions Cêtre.
- D. Seigneur, Renaud de Bourgogne, Prince Belliqueux et Rebelle, Besançon, Éditions Cêtre.
- T. Le Hête, Les comtes Palatins de Bourgogne, 1995.